# دریای سرام

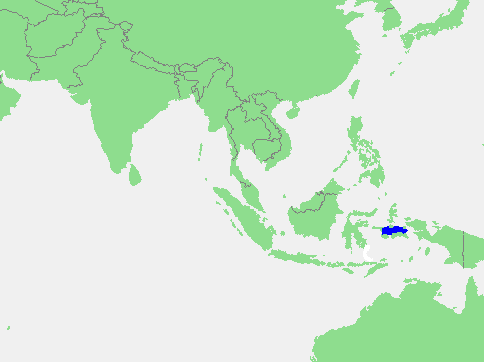
دریای سرام با رنگ آبی مشخص شده است

دریای سرام (اندونزیایی: Laut Seram) بخشی از آب‌های اقیانوس آرام و یکی از چندین دریای کوچکی است که بین جزیره‌های پراکندهٔ اندونزی واقع شده‌اند. این دریا تقریباً ۱۲٬۰۰۰ کیلومترمربع مساحت داشته و بین جزیره‌های بورو و سرام که زمانی جزایر ملوکای جنوبی نامیده می‌شدند قرار دارد. این جزایر رویشگاه اصلی گیاهانی همچون جوز، میخک و دانه فلفل هستند که از دیرباز به‌عنوان چاشنی مورد استفاده قرار می‌گرفتند، همین موضوع سبب شده بود تا دریاهای اطراف آنان از پر رفت‌وآمدترین مسیرهای دریایی جهان باشند. دریای سرام همچنین زیستگاه چندین گونه از گاوماهی‌های گرمسیری و دیگر ماهی‌هاست.